# IC 2944
IC 2944 (znana także jako Mgławica Biegnący Kurczak i Mgławica Lambdy Centaura) – mgławica emisyjna powiązana z gromadą otwartą Collinder 249. Leży w granicach gwiazdozbioru Centaura w odległości około 6500 lat świetlnych. Została odkryta 5 maja 1904 roku przez Royala Frosta. IC 2944 rozciąga się na obszarze około 100 lat świetlnych.

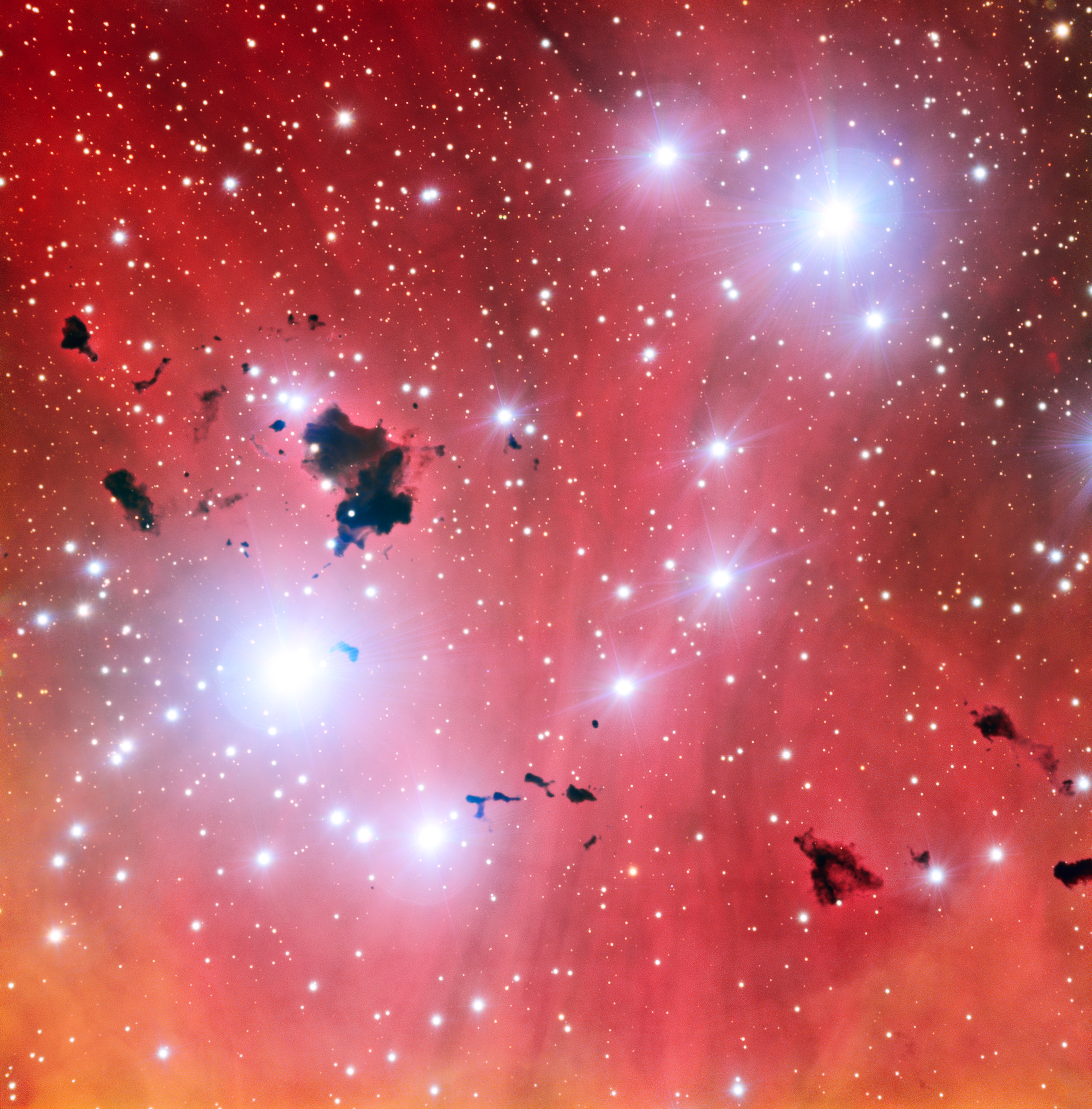
Globule Thackeraya w IC 2944 (ESO)

Jest to region gwiazdotwórczy (tzw. obszar H II). Cechują go globule Boka. Obraz uzyskany przez VLT po lewej jest zbliżeniem globul Boka odkrytych w IC 2944 przez południowoafrykańskiego astronoma A. Davida Thackeraya w 1950 roku. Globule te, znane jako Globule Thackeraya, są rozsiane w obszarze IC 2944 na tle świecącego na różowo gazu mgławicy. Znajdują się pod gwałtownym bombardowaniem promieniowania ultrafioletowego pochodzącego od pobliskich młodych, gorących gwiazd, przez co ulegają erozji i fragmentacji. Przypuszcza się, że globule Thackeraya w IC 2944 zostaną zniszczone zanim zdążą się zapaść się i uformują nowe gwiazdy.